# César Ramos

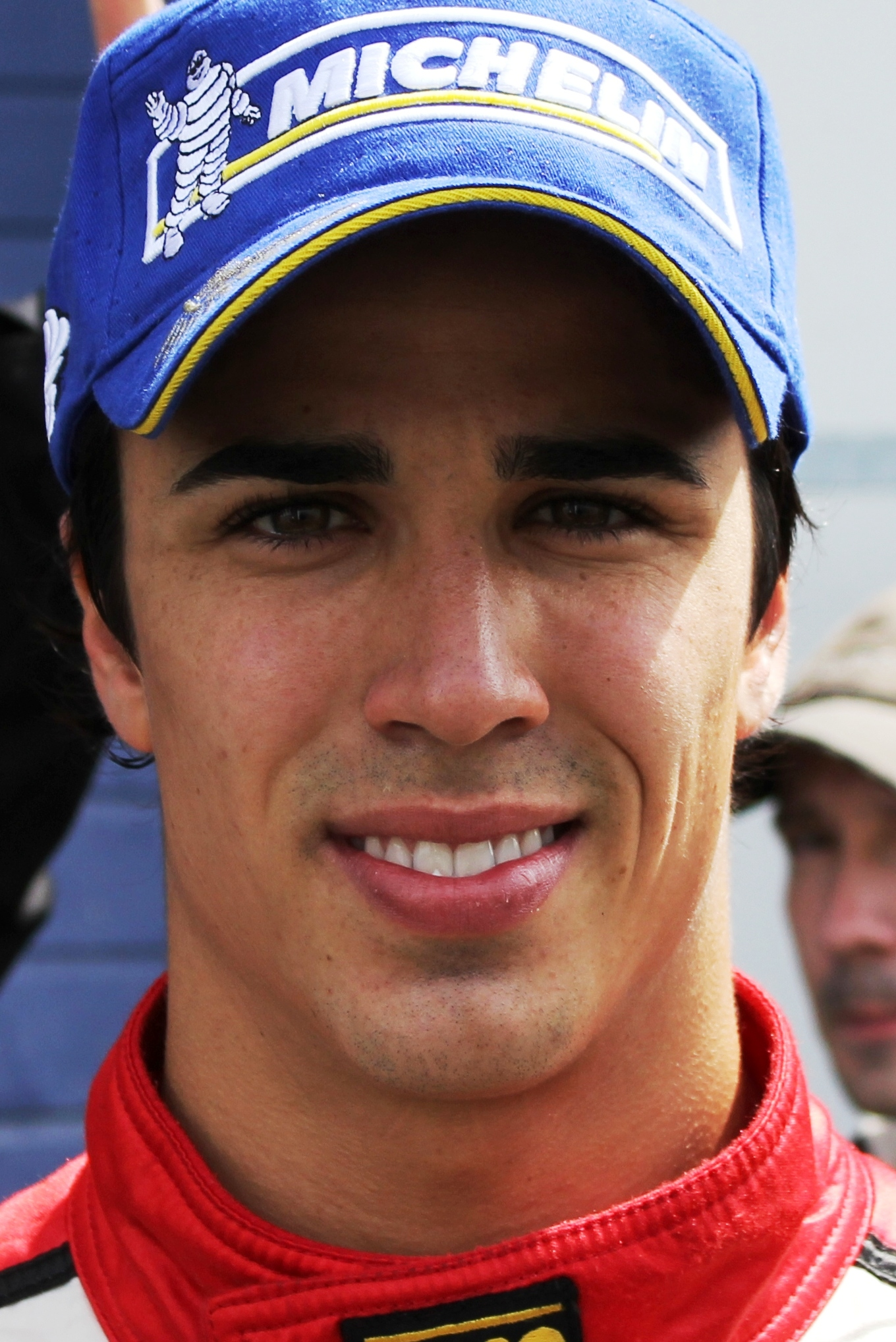
César Ramos in 2011.

César Altair Zanetti Ramos (Novo Hamburgo, 25 juli 1989) is een Braziliaans autocoureur.

## Carrière

### Formule Renault 2.0
Ramos begon zijn autosportcarrière in het formuleracing in de Italiaanse Formule Renault voor het team BVM Minardi in 2007. Hij eindigde als veertiende in het kampioenschap met één podiumplaats in de laatste race van het seizoen in Monza. Ook nam hij deel aan enkele races van de Eurocup Formule Renault 2.0 voor dat team. In het Italiaanse winterkampioenschap behaalde hij in vier races evenveel overwinningen, pole position en snelste ronden, waarmee hij het kampioenschap won.
In 2008 nam Ramos deel aan zowel de Eurocup en de Italiaanse Formule Renault voor BVM Minardi. Hij eindigde als zevende in de Eurocup met één overwinning in de tweede race op Spa-Francorchamps. In het Italiaanse kampioenschap eindigde hij als zesde met vier podiumplaatsen.

### Formule 3
Ramos maakte in 2009 zijn Formule 3-debuut in de Formule 3 Euroseries voor het team Manor Motorsport. Na de ronde in Barcelona verliet hij echter het kampioenschap weer, waardoor hij als 25e in de stand eindigde.
In 2010 stapte Ramos over naar het Italiaanse Formule 3-kampioenschap voor het team BVM-Target Racing. Met drie overwinningen en achts podiumplaatsen won hij de titel met acht punten voorsprong op Stéphane Richelmi.
Door deze prestatie mocht Ramos, samen met Richelmi en Andrea Caldarelli een Ferrari F2008 van het Formule 1-team Scuderia Ferrari testen in Vallelunga. Na dertig ronden eindigde hij als tweede achter Caldarelli met een snelste ronde van 1:17.10.

### Formule Renault 3.5 Series
In 2011 stapt Ramos over naar de Formule Renault 3.5 Series voor het team Fortec Motorsport naast Alexander Rossi. Hij behaalde twee pole positions en eindigde als elfde in het kampioenschap met 47 punten.
In 2012 had Ramos oorspronkelijk geen zitje, maar nadat Lotus-coureur Richie Stanaway zwaar crashte op Spa-Francorchamps en hierbij ernstig geblesseerd raakte, mocht Ramos zijn plaats overnemen bij het team. Echter, na twee raceweekenden werd hij alweer vervangen door Nigel Melker. Hij finishte in vier races slechts één keer, een twaalfde plaats op de Nürburgring, waardoor hij als dertigste in het kampioenschap eindigde.